# Джованні Марія Ланчізі
Джованні Марія Ланчізі (італ. Giovanni Maria Lancisi; 26 жовтня 1654, Рим — 20 січня 1720, там же) — італійський лікар, анатом, фізіолог, ботанік, літератор і антиквар. Відомий дослідженнями малярії, введенням у медичну практику назви хвороби, яке має походження від італ. mala — «погане» та італ. aria — «повітря». Серед його головних внесків також відкриття кореляції між наявністю комарів і поширенням малярії. У кардіології ним описаний симптом, який носить його ім'я. Він був лікарем (архістратором) двох римських пап, Інокентія XI і Климента XI. Ланчізі був засновником академії в Римі і медичної бібліотеки, які названі на його честь.

## Біографія
Народився в Римі у багатій сім'ї. Його батько, Бартоломео Ланчізі, був уродженцем Борго ді Сан Сеполкро. Його мати, Анна Марія Боргіанні, римлянка, померла, народжуючи його, тому Джованні виховувала в Орвієто його тітка, яка була черницею. Він повернувся до Риму у віці дванадцяти років після смерті тітки. Наприкінці школи він розпочав вивчення філософії та теології в Римському колегіумі єзуїтів, але незабаром зрозумів, що має інтерес до природознавства та медицини. Згодом він розпочав навчання медицині в університеті ла Сапієнца, здобувши там славу та відзнаку за короткий час. Він здобув наукові ступені 12 вересня 1672 року. Закінчивши навчання, він почав відвідувати медичну академію Святої Флориди, анатомію Джованні Гульєльмо Ріви та ботаніку Джована Баттісти Тріонфетті, а також лікарню Сен-Спіріто. Там він отримав посаду помічника лікаря.
У 1678 році він став членом Колегії дель Сальваторе (італ. Collegio del Salvatore), установи, яка акумулювала талановитих молодих лікарів для наукових досліджень У ці роки він проводив дослідження в різних галузях і публікував наукові рукописи.
У 1685 році його було призначено на кафедру анатомії в університеті ла Сапієнца, яку він обіймав до 1695 року. Потім він перейшов на кафедру теоретичної медицини. З 1702 по 1718 рік він став практикуючим лікарем. У 1688 році став особистим лікарем папи Інокентія XI, по смерті якого на деякий час повернувся до медичної практики. У 1699 році його запросили на консультацію щодо стану здоров'я папи Інокентія XII, який помер наступного року. Тоді Колегія кардиналів попросила його стати доктором конклаву. Наступник Інокентія XII, Климент XI, також залишив його особистим лікарем. Він 1707 року написав класичну монографію De subitaneis mortibus («Про раптову смерть») на прохання папи Климента XI, щоб пояснити збільшення кількості раптових смертей у Римі. Ланчізі пояснював раптову смерть такими причинами, як крововилив у мозок, гіпертрофія та розширення серця, вегетації на клапанах серця. Цей трактат і ще один «De motu cordis et aneurysmatibus» (1728; «Про рух серця та про аневризми»), в якому він обговорював різні причини збільшення серця і був першим, хто описав аневризми сифілітичного походження, що помітно сприяли знанню про серцеву патологію. 
Ланчізі залишався з папою Климентом XI до смерті останнього в 1720 році. Тоді він став мирянином члена папської сім'ї і зміг продовжити свою кар'єру. 
Ланчізі був членом численних академій, в тому числі, Академії фізіокритиків (Accademia dei Fisiocritici) у Сієні, Академії наук у Болоньї, Німецької академії Леопольдини та Королівського коледжу лікарів у Лондоні.
У 1691 році він став членом Аркадської академії, прийнявши ім'я Ерсіліо Макаріано.
У 1715 році він заснував Академію в Римі та її бібліотеку.
Помер у Римі 20 січня 1720 року.
Він заповів свою велику бібліотеку книг і рукописів лікарні Сен-Спіріто разом із доходом, який дозволив йому до того заснувати сучасну важливу бібліотеку Академії. Він одноголосно визнаний одним із найвидатніших італійських лікарів.
Монографії Ланчізі про грип, чуму великої рогатої худоби та малярію виявили його здібності як епідеміолога. У своїй книзі De noxiis paludum effluviis (1717) «Про шкідливий вилив болот» він пов'язав поширеність малярії в заболочених районах із наявністю комарів і рекомендував осушувати болота для запобігання хворобі.